# Grigory Ginzburg
Pour les articles homonymes, voir Ginzburg.
Grigory Romanovitch Ginzburg (en russe : Григорий Романович Гинзбург ; en français : Grigori Romanovitch Guinzbourg), né le 29 mai 1904 à Nijni Novgorod et mort le 5 décembre 1961 à Moscou, est un pianiste soviétique. Lauréat d'un prix Staline en 1949.

## Biographie
Ginzburg étudia d'abord en compagnie de sa mère avant de faire partie de la classe d'Alexandre Goldenweiser au Conservatoire Tchaïkovski de Moscou. En 1927, il termina quatrième au classement du premier Concours international de piano Frédéric-Chopin de Varsovie en Pologne derrière son compatriote Lev Oborine et les Polonais Stanislaw Szpinalski et Roza Etkin-Moszkowska. Il fut considéré comme l'un des plus grands musiciens d'Union soviétique et fit  de nombreuses tournées en Europe au cours de sa carrière. Il devint professeur au Conservatoire de Moscou en 1929 où il fut un pédagogue très influent. Parmi ses élèves on peut mentionner Gleb Axelrod et Sergueï Dorenski.
Ginzburg est célèbre pour son toucher et ses liens avec la tradition pianistique du XIXe siècle représentée par Franz Liszt. Son répertoire éclectique et son art de la transcription font de lui l'un des grands interprètes de l'histoire du piano.

## Discographie
- Grigory Ginzburg: Live Recordings, 3 volumes, Vox Aeterna, 2006
- Russian Piano School: Goldenweiser & Ginzburg, RCD, 2004
- Grands Pianistes du XXe siècle: Grigory Ginzburg, Philips, 1999